# Tipula (Acutipula) tananarivia
Tipula (Acutipula) tananarivia is een tweevleugelige uit de familie langpootmuggen (Tipulidae). De soort komt voor in het Afrotropisch gebied.